# 15. октобар
15. октобар (15.10.) је 288. дан у години по грегоријанском календару (289. у преступној години). До краја године има још 77 дана.

## Догађаји
- 1066 — Едгар Етелинг је проглашен краљем Енглеске, али никад није крунисан. Владао је до 10. децембра 1066. године.
- 1529 — Завршена прва опсада Беча повлачењем турске војске султана Сулејмана Величанственог.
- 1582 — У Шпанији, Португалу и папским државама у Италији почела примена грегоријанског календара, тако што је елиминисано 10 дана, а 5. октобар 1582. постао 15. октобар.
- 1783 — Балон на врућ ваздух браће Монголфје начинио је први људски узлет којим је пилотирао Жан-Франсоа Пилатр де Розје.
- 1793 — Француска краљица Марија Антоанета осуђена је на смрт, а наредног дана погубљена на гиљотини.
- 1815 — Наполеон I Бонапарта прогнан је на острво Света Јелена.
- 1894 — Под оптужбом за велеиздају у Паризу ухапшен француски официр Алфред Драјфус, чиме је почела бурна афера која је годинама потресала друштвени и политички живот Француске.
- 1928 — Немачки дирижабл „Гроф Цепелин“ обавио први комерцијалан лет преко Атлантика.
- 1940 — Председник Каталоније, Луис Компанис, погубљен је у шпанској диктатури Франциска Франка, чинећи га јединим европским председником који је икад погубљен.
- 1941 — Краљевачки октобар - Немачка масовна одмазда над недужним становницима Краљева.
- 1949 — У Мађарској погубљени Ласло Рајк, Тибор Соњи и Андраш Салај. На монтираном судском процесу они су осуђени на смрт као „буржоаски ревизионисти и титоисти“. Посмртно рехабилитовани 1956. као жртве култа личности.
- 1964 — Никита Хрушчов смењен са места првог секретара Совјетске комунистичке партије, на његово место дошао Леонид Брежњев. Нови премијер постао Алексеј Косигин.
- 1987 — У Буркини Фасо, предсједник Томас Санкара је у пучу убијен. На мјесто новог предсједника дошао Блез Компаоре.
- 1993 — Нобелову награду за мир добили председник Јужне Африке Фредерик Вилем де Клерк и вођа Афричког националног конгреса Нелсон Мандела за допринос окончању режима апартхејда у Јужној Африци.
- 1997 — 
  - Конгоански побуњеници ушли у главни град Бразавил и збацили председника Паскала Лисубу. После четворомесечног грађанског рата, на власт се вратио бивши председник Денис Сасу Нгуесо.
  - Летелица Касини-Хајгенс лансирана је на Сатурн са Кејп Канаверала.
- 1998 — На основу договора председника Југославије Слободана Милошевића и изасланика САД Ричарда Холбрука, начелник Генералштаба Војске Југославије Момчило Перишић и командант НАТО Весли Кларк потписали споразум о успостављању ваздушне посматрачке мисије на Косову.
- 2000 — Убедљивом победом на парламентарним изборима Либерална демократија Словеније Јанеза Дрновшека вратила се на власт. Тиме окончана шестомесечна владавина деснице на челу са Андрејем Бајуком.
- 2008 — У Србији први пут пуштен у рад IPTV. Провајдер је Телеком Србија
- 2021 — Тероризам: У шиитској џамији у другом највећем граду Кандахару у Авганистану дошло је до експлозије где је 41 особа погинула, а 73 је повређено током молитве петком, које су по правилу најпосећеније молитве у недељи. Тројица бомбаша самоубица су учествовала у нападу, од којих се један разнео на улазу у џамију, а двојица су детонирала експлозив унутар објекта. Најрадикалнија оружана исламистичка група у Авганистану (ИСИС-К), преузела је одговорност за самоубилачки напад у шиитској џамији, где су терористи убили чуваре џамије, упали унутра и разнели се између две групе вернике током молитве. У једној од тих група је било око 300 људи.

## Рођења
- 99. п. н. е. — Лукреције, римски филозоф и песник. (прем. 55. п. н. е.)[1]
- 70. п. н. е. — Публије Вергилије Марон, најзнаменитији песник царског Рима. (прем. 19. п. н. е.)[2]
- 1217 — Хулагу-кан, монголски владар. (прем. 1265)
- 1265 — Темур-кан, монголски владар. (прем. 1307)
- 1542 — Ахбар Велики, могулски цар. (прем. 1605)
- 1608 — Еванђелиста Торичели, италијански физичар и математичар. (прем. 1647)
- 1784 — Тома-Робер Бижо, маршал Француске. (прем. 1840)
- 1814 — Михаил Љермонтов, руски писац и песник. (прем. 1841)[3]
- 1829 — Асаф Хол, амерички астроном. (прем. 1907)
- 1836 — Џејмс Тисо, француски сликар и илустратор. (прем. 1902)
- 1844 — Фридрих Ниче, немачки филозоф. (прем. 1900)
- 1850 — Сава Бјелановић, српски политичар, вођа Срба у Далмацији и народни посланик у покрајинском Далматинском Сабору. (прем. 1897)[4]
- 1872 — Аугуст Нилсон, шведски атлетичар. (прем. 1921)
- 1879 — Џејн Дарвел, америчка глумица. (прем. 1967)
- 1893 — Карол II Румунски, краљ Румуније. (прем. 1953)
- 1894 — Моше Шарет, израелски политичар. (прем. 1965)
- 1906 — Викторија Спиви, америчка певачица и текстописац. (прем. 1976)
- 1914 — Мохамед Захир, авганистански владар. (прем. 2007)
- 1914 — Илона Ковач, најстарија особа у Србији. (прем. 2022)
- 1920 — Гаврила Игњатовић, српска игуманија (прем. 2005)
- 1920 — Марио Пузо, амерички писац. (прем. 1999)
- 1921 — Зденка Живковић, српска сликарка чешког порекла. (прем. 2011)
- 1923 — Итало Калвино, италијански књижевник и новинар. (прем. 1985)
- 1926 — Мишел Фуко, француски филозоф историје, образовања, теорије књижевности, филозофије науке. (прем. 1984)
- 1926 — Карл Рихтер, немачки диригент, оргуљаш и чембалиста. (прем. 1981)
- 1929 — Милорад Павић, српски писац. (прем. 2009)
- 1934 — Слободан Алигрудић, српски глумац. (прем. 1985)
- 1943 — Пени Маршал, америчка глумица, продуценткиња и редитељка. (прем. 2018)
- 1944 — Сали Бериша, албански политичар.
- 1950 — Благоја Георгијевски, југословенски кошаркаш. (прем. 2020)
- 1951 — Роско Танер, амерички тенисер.
- 1952 — Вахид Халилхоџић, босанскохерцеговачки фудбалер и фудбалски тренер.
- 1955 — Танја Робертс, америчка глумица и продуценткиња. (прем. 2021)
- 1955 — Родољуб Шабић, српски правник и политичар, познат као први повереник за информације од јавног значаја Републике Србије.
- 1957 — Мрђан Бајић, српски вајар, цртач и универзитетски професор.[5]
- 1959 — Сара, војвоткиња од Јорка, британска списатељица и продуценткиња.
- 1960 — Славко Штимац, српски глумац.
- 1966 — Зоран Ђорђић, југословенски рукометаш и тренер.
- 1966 — Хорхе Кампос, мексички фудбалер и тренер.
- 1968 — Дидје Дешан, француски фудбалер и фудбалски тренер.
- 1968 — Ванеса Марсил, америчка глумица.
- 1969 — Доминик Вест, енглески глумац, редитељ и музичар.
- 1969 — Витор Баија, португалски фудбалски голман.
- 1970 — Пернила Виберг, шведска скијашица.
- 1970 — Предраг Зимоњић, српски ватерполиста.
- 1970 — Биљана Србљановић, српска драмска списатељица и политичарка.
- 1971 — Нико Ковач, хрватски фудбалер и фудбалски тренер.
- 1972 — Сандра Ким, белгијска музичарка.
- 1977 — Давид Трезеге, француски фудбалер.
- 1978 — Бошко Балабан, хрватски фудбалер.
- 1979 — Марис Верпаковскис, летонски фудбалер.
- 1979 — Пол Робинсон, енглески фудбалер.
- 1980 — Оља Карлеуша, српска певачица.
- 1981 — Јелена Дементјева, руска тенисерка.
- 1981 — Кејша Кол, америчка музичарка, музичка продуценткиња и глумица.
- 1983 — Бруно Сена, бразилски мото спорт возач.
- 1984 — Асмир Колашинац, српски бацач кугле.
- 1984 — Милош Трифуновић, српски фудбалер.
- 1985 — Бојан Перић, српски глумац и телевизијски водитељ.
- 1986 — Карло Јанка, швајцарски скијаш.
- 1986 — Нолито, шпански фудбалер.
- 1988 — Месут Озил, немачки фудбалер.
- 1989 — Ентони Џошуа, британски боксер.

## Смрти
- 412 — Теофил Александријски, патријарх Александрије.
- 898 — Ламберт Сполето, цар Светог римског царства. (рођ. 880)
- 925 — Рази, персијски полимат, лекар, алхемичар и филозоф. (рођ. 854)
- 961 — Абдурахман III, кордопски емир и калиф. (рођ. 891)
- 1080 — Рудолф од Рајнфелдена, војвда Швабије. (рођ. 1025)
- 1173 — Петронила од Арагона, краљ Арагона. (рођ. 1136)
- 1389 — Папа Урбан VI. (рођ. 1318)
- 1564 — Андреас Везалијус, фламаски лекар и анатом. (рођ. 1514)
- 1817 — Тадеуш Кошћушко, пољски национални јунак. (рођ. 1746)
- 1820 — Карл Филип, принц Шварценберга, аустријски фелдмаршал. (рођ. 1771)
- 1917 — Мата Хари, најпознатија жена-шпијун. (рођ. 1876)
- 1934 — Ремон Поенкаре, француски политичар. (рођ. 1860)
- 1944 — Анка Матић Грозда учесница Народноослободилачке борбе и народни херој Југославије. (рођ. 1918)
- 1945 — Пјер Лавал, премијер „Вишијевске Француске“. (рођ. 1883)
- 1946 — Херман Геринг, нацистички лидер. (рођ. 1893)
- 1959 — Степан Бандера, украјински политичар. (рођ. 1909)
- 1972 — Виктор Бубањ учесник Народноослободилачке борбе, генерал-пуковник авијације ЈНА и народни херој Југославије. (рођ. 1918)
- 1987 — Томас Санкара, официр и револуционар из Буркине Фасо. (рођ. 1949)
- 1989 — Данило Киш, српски писац. (рођ. 1935)[6]
- 1989 — Григорије Самојлов, архитекта и сликар. (рођ. 1904)
- 1995 — Бенгт Окерблом, шведски хокејаш. (рођ. 1967)
- 2012 — Нородом Сиханук, краљ Камбоџе. (рођ. 1922)
- 2015 — Нејт Хафман, амерички кошаркаш. (рођ. 1975)
- 2018 — Пол Ален, амерички предузетник и један од оснивача Мајкрософта (рођ. 1953)[7]

## Празници и дани сећања
- 1581 — Под покровитељством Катарине Медичи у Паризу изведена прва целовечерња балетска представа, па се тај дан узима као датум настанка балета.
- Српска православна црква данас прославља
  - Свети свештеномученик Кипријан
  - Преподобни Андреј
- Светски дан белог штапа